# Василь Алібабаєвич
Василь Алібабаєвич Алібаба — персонаж фільму «Джентльмени удачі», втілений на екрані радянським актором театру і кіно Раднером Муратовим. Ім'я Василя Алібабаєвича стало прозивним при позначенні сучасних шахраїв. Фраза «Їсти подано. Сідайте жерти, будь ласка!» Увійшла під восьмим номером у п'ятнадцять головних фраз радянського і російського кіно, за результатами соціологічного опитування, проведеного "Комсомольською правдою".

## Короткий опис персонажа
За версією, викладеною самим героєм, Василь Алібабаєвич потрапив до в'язниці на один рік за дрібні махінації з паливно-мастильними матеріалами ("бензин ослячою сечею розводив"). Однак викладені у фільмі факти (такі, як найкраще спальне місце в камері, каракулева шапка замість тюремної кепки й «дах» з запеклих кримінальників (Нікола Пітерський) говорять про те, що на волі він був серйозною людиною.
Як і Євген Іванович Трошкін, любить дітей. Також любить свою маму і рідне місто Джамбул («там тепло, там моя мама»).

## Невинність Василя Алібабаєвича
Засуджений за те, що «бензин розбавляв ослячою сечею» Василь Алібабаєвич випередив час на 30 років.  У фільмі, що вийшов у 1972 році, ця ситуація може здатися комічною. Однак, у 2000-х роках автовиробники розробили систему вприскування сечовини, яка впливає на вихідні вихлопні гази для виконання екологічних норм. Ця система, яку відомо як AdBlue та інші, застосовує присадку для перетворення оксидів азоту, що містяться у вихлопних газах, в нешкідливу для екології воду й азот.

## Вибір актора на роль Василя Алібабаєвича
Серед усіх персонажів «Джентльменів удачі» виконавця ролі Василя Алібабаєвича підбирали найдовше, і акторові Раднеру Муратову роль комічно-серйозного шахрая Васі, який потрапив у в'язницю за те, що розбавляв бензин ослячою сечею, дісталася випадково. Спочатку сценарій писався в розрахунку на Фрунзика Мкртчяна, але того не відпустили на зйомки через 50-ті роковини утворення Вірменської РСР (перший актор республіки не міг бути відсутнім на святкових заходах). На роль пробувалися інші відомі актори, в результаті не пройшов жоден, навіть фактурний Володимир Етуш здався Мосфільмівському начальству непереконливим. У протоколі засідання художньої ради значилося:
 З представлених на кінопроби не годиться ні один, зробити кінопробу І. Рутберг 
Коли не пройшов і Ілля Рутберг, претендентів почали переглядати вдруге. І лише тоді звернули увагу на артиста Державного театру кіноактора Раднера Муратова, який і став тим самим неповторним Василем Алібабаєвичем. Спочатку в «Джентльменах удачі» він повинен був зіграти начальника в'язниці. Але у Муратова ця роль ентузіазму не викликала. Коли його запитали, кого б він тоді хотів зіграти, він заявив, що не відмовився б від ролі Василя Алібабаєвича. Ця роль, згодом, і стала для актора головною в його житті, і саме з цієї ролі його пам'ятали глядачі. А тоді часу для пошуку нового кандидата вже не було, тому роль начальника в'язниці була скорочена, а Муратов став Василем Алібабаєвичем. Ось як він сам згадує про цю подію: «Ми зобов'язані були зніматися беззаперечно в будь-якій ролі. Якось асистент режисера дав почитати сценарій "Джентльменів удачі". Мені пропонували зіграти начальника в'язниці. Пам'ятайте короткий епізод? Не знаю, що найшло, але вперше я уперся: Не буду!» Назавтра його викликали до начальства. Довго «мурижили» в приймальні. Муратов прекрасно розумів, що за непослух його чекає наказ про зниження зарплати, й без того маленької. Коли він нарешті потрапив до кабінету, почався рознос: "Ми тут б'ємося-б'ємося, щоб хоч якусь роль роздобути, дати вам можливість заробити! А ви ніс вернете!" Отоді, за словами Муратова, рятівна думка і промайнула в голові: "Та я тому від начальника в'язниці відмовився, що іншу роль для себе бачу". — "Яку?" — "Алі-Бабу". Знімальне начальство метало громи та блискавки: "Та ти розумієш, на що замахнувся?! Сценарій спеціально написаний під зірок — Леонова, Віцина, Крамарова… Алі-Баба — Фрунзик Мкртчян викапаний. Це давно вирішено". Начальство ще довго обурювалось «нечуваним нахабством» Муратова, але головного актор домігся — зарплату не зрізали. Йшов час. Муратов вже забув про «Джентльменів удачі». А події розвивалися драматично. Сонячна Вірменія готувалася до славного ювілею — 50-тих роковин республіки. Національного героя Фрунзика ну ніяк не відпускали в Москву. Зима закінчувалась, а з нею і можливість знімання в ополонці. Фрунзика чекали-чекали, потім запросили актора з Ташкента. Тільки затвердили, а той під слідство потрапив… У знімальній групі паніка: сніг же тане. Тут згадали, що якийсь дивак сам напрошувався на Алі-Бабу. Довго згадували прізвище…

## Входження в роль
Врешті решт запросили Муратова. Вікторія Токарева подивилася-подивилася: "У нас комедія. Тому грай серйозно, як у Швейцера у «Час, уперед!». Я і зіграв серйозно", — згадував згодом Муратов. На зйомках Муратов завжди тримався осторонь, бо нікого не знав, і боявся, що його ненароком виженуть. У ході зйомок «Джентльменів удачі» виконавцям головних ролей Леонову, Віцину і Крамарову не хотілося роздягатися в −17 °C. Між собою актори домовилися не роздягатись і намагалися намовити Муратова на цю непокору, але той все-таки роздягнувся і першим вискочив на мороз. Потім вони помстилися Муратову — Крамаров підкрався до нього і тут же, перед камерою, натер снігом, а Віцин, щоб було веселіше, став натирати й самого Крамарова. Саме цей дубль і увійшов у фільм. Про найвідомішу свою роль Муратов згодом згадував:
 Ніколи не забуду, як нас опускали в цементний розчин. Я зрозумів: актори такий народ — якщо роль хороша, куди хочеш залізуть. Ось настав цей день, коли нас стали туди опускати. Але виявляється, якийсь не такий цемент, а інший. Загалом, цемент нас не прийняв, він нас викинув … підкаті цистерна зі звичайною хлібною закваскою. І ще вона була підфарбована зеленої цибулевої есенцією, але все одно склад був такий терпкий, липкий … Пам'ятаєте: "Який цемент хороший! Чи не відмивається зовсім! "? Зйомки були під Самаркандом, і там була фабрика, а при ній душова, і ось тільки хвилин через сорок — сорок п'ять ледве ми цей склад абияк від себе відшкребли, пори наші знову задихали, стали ми знову перетворюватися на людини, озирнулися, а Віцина нету. Виявилося, що він продовжує сидіти в цистерні, бо дізнався, що цей склад на 23 лікарських травах і що це на 15 років продовжує молодість. 
Московський будинок, в якому ховалися герої, що втекли з в'язниці, насправді призначався під знос, тому спочатку туди з радістю пустили знімальну групу, а потім дали можливість його спалити. У фільмі показано, як Василь Алібабаєвич запалює керогази, після чого лунає вибух і спалахує весь будинок. Все горіло по-справжньому. На щастя, Раднер Муратов не постраждав під час вибуху, а рятувати потім довелося знімальну групу. Творчі люди так захопилися процесом, що перестали помічати небезпеку.

## Післямова
Роль Василя Алібабаєвича стала для Муратова єдиною зоряною роллю, хоча він знявся в півсотні картин. "Це моя перша й остання удача, — говорив через роки Муратов знайомим. — Після цього мене ніби наврочив хто… Дружина покинула, сина поруч не стало… А незабаром і ролі для мене закінчилися. Видно, час мій минув…".